# Cumulus castellanus
In meteorologia, un cumulus castellanus è una specie di nubi del genere cumulus che presentano delle protuberanze cumuliformi a forma di torrette che si dipartono dalla sommità e che conferiscono a queste nubi un aspetto assimilabile alla merlatura di un castello medievale visibile specialmente se le nubi sono osservate di fianco.
Non è uno dei generi di castellanus riconosciuti dall'Atlante Internazionale delle Nubi, da servizi meteorologici nazionali come Météo-France, da associazioni scientifiche come l'American Meteorological Society e l'Organizzazione meteorologica mondiale le quali precisano che le sole tipologie di nubi a cui si può applicare il termine castellanus sono cirrus, cirrocumulus, altocumulus e stratocumulus e classificano invece i cumuli con sviluppo di torrette sommitali come Cumulus congestus.